# کاپا دلو
کاپا دلو یک ستاره است که در صورت فلکی دلو قرار دارد.